# کینسترول
کینسترول (انگلیسی: Quinestrol) یک داروی استروژن است که در هورمون درمانی یائسگی، کنترل بارداری هورمونی، و برای درمان سرطان سینه و سرطان پروستات استفاده شده است. این دارو یک بار در هفته تا یک بار در ماه از طریق خوراکی مصرف می‌شود.

## کاربرد پزشکی
کینسترول به عنوان جزء استروژن در هورمون درمانی یائسگی و در کنترل بارداری هورمونی ترکیبی استفاده شده است. همچنین گاهی در درمان سرطان سینه و سرطان پروستات و همچنین برای سرکوب شیردهی استفاده شده است. کینسترول به تنهایی به عنوان استروژن یک بار در هفته از طریق خوراکی مصرف می‌شود. به عنوان یک قرص ترکیبی ضد بارداری، همراه با کینگستانول استات استفاده می‌شد و یک بار در ماه از طریق خوراکی مصرف می‌شد.